# Rabarber, de theaterschool van Den Haag

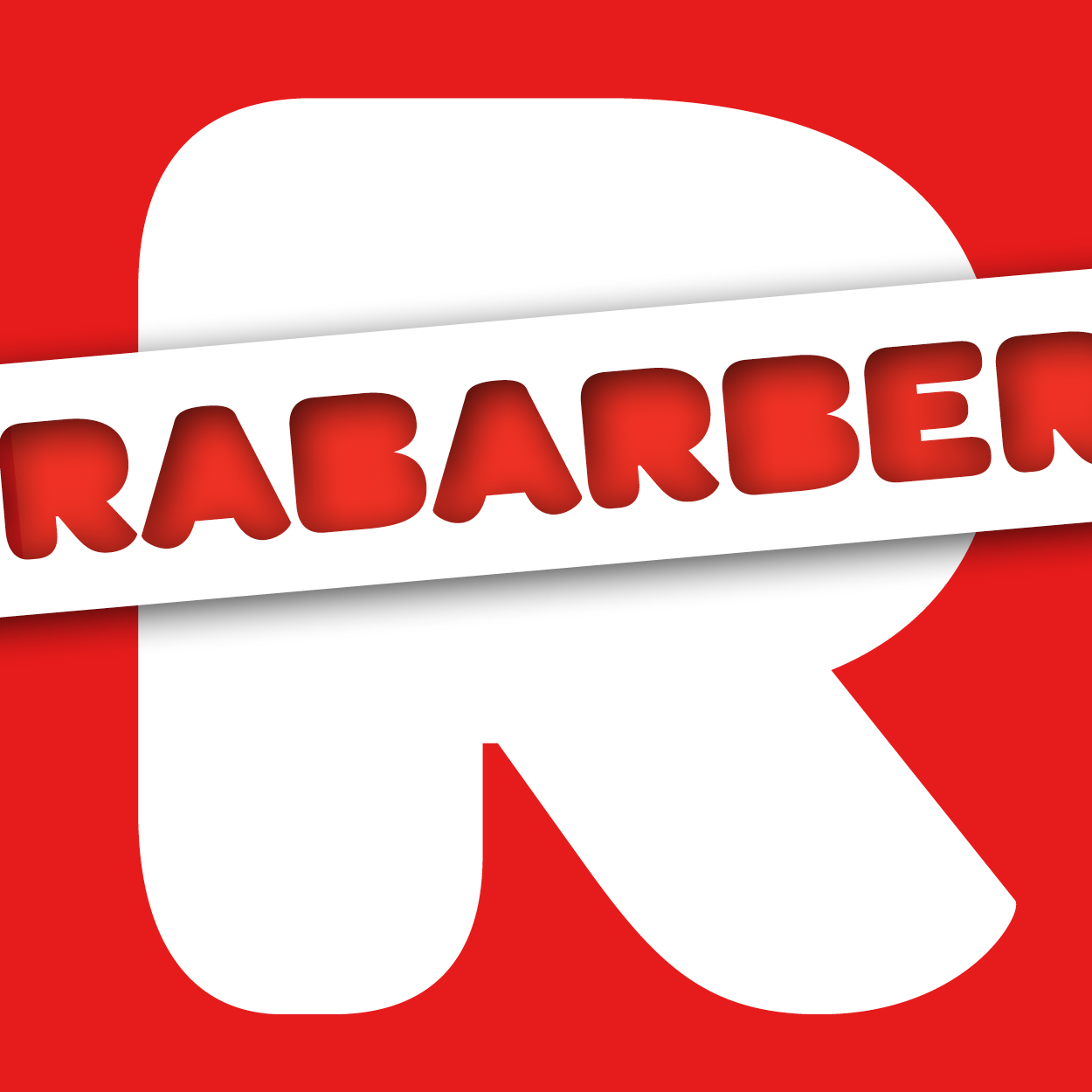
Rabarber

Jeugdtheaterschool Rabarber, sinds de oprichting gevestigd in Den Haag en sinds 2011 officieel genoemd Rabarber, de theaterschool van Den Haag, is een theaterschool met ruim duizend leerlingen en te vergelijken de Jeugdtheaterschool Hofplein uit Rotterdam en de Jeugdtheaterschool Sonnevanck uit Gouda. De directie wordt gevormd door bestuurder/directeur Erik Kaiel en zakelijk leider Ellen van der Sar.
Jongeren tussen 7 en 26 jaar krijgen bij Rabarber de kans om zich, geleid door ervaren mensen, op diverse manieren te ontwikkelen op het gebied van toneel, zang en dans. Alle cursussen worden afgesloten met een jaarlijkse presentatie voor publiek in het Kindertheater Merlijn in Den Haag. Ook wordt de Landelijke Oriëntatiecursus voor Theaterscholen (LOT) gegeven, die voorbereidt om auditie te doen voor de toneelschool.
Rond augustus 2005 dreigde er een faillissement voor de jeugdtheaterschool, maar met gemeentelijke financiële steun kon de school gered worden.
Rabarber heeft verschillende sterren voortgebracht, zoals Georgina Verbaan, Barry Atsma, Sander Jan Klerk, Wouter de Jong, Ewout Genemans, Joris Putman en Tarik Moree, die in het verleden bij Rabarber begonnen voordat hun carrière eenmaal op gang kwam.
Jeugdtheaterschool Rabarber maakt jaarlijks meerdere familie- en jongerenproducties. Deze worden alle gemaakt door professionele theatermakers en gespeeld door leerlingen van de school.
Enkele titels:
- Midzomernachtsdroom
- Romeo en Julia
- Frankenstein
- Hamlet
- Lucifer
- West Side Story
- Turandot
- Ik ben Pipi
- Ja zuster, nee zuster
- Lord of the Flies
- Carmen
- Assepoester